# Andesin
Andesin gilt wie Labradorit heute nicht mehr als eigenständiges Mineral, sondern ist ein Plagioklas, eine Mineralmischung aus Albit und Anorthit aus der Gruppe der Feldspate innerhalb der Mineralklasse der Silikate mit der allgemeinen Summenformel (Na,Ca)Al(Si,Al)3O8. Strukturell gehört Andesin zu den Gerüstsilikaten.
Andesin kristallisiert im triklinen Kristallsystem und findet sich überwiegend in Form körniger bis massiger, aber auch plattiger Mineral-Aggregate.

## Etymologie und Geschichte
Benannt wurde Andesin nach seinem ersten Fundort, den südamerikanischen Anden.

## Chemismus
Andesin bildet zusammen mit Albit, Oligoklas, Labradorit, Bytownit und Anorthit die vollkommene Mischreihe der Plagioklase. Plagioklase mit einem Gehalt von 30 bis 50 Mol % Anorthit (An30 bis An50) werden als Andesin bezeichnet.

## Varietäten
- Belomorit – rosa-weiße Farbe, bläulich irisierend.

## Bildung und Fundorte
Andesin gehört zu den gesteinsbildenden Mineralen und bildet sich magmatisch in Andesiten, Granodioriten und Dioriten. Es kommt auch metamorph in Gneisen und Migmatiten vor.
Fundorte sind unter anderem Bodenmais in Deutschland, das Esterelgebirge und das Massif Central in Frankreich, Adamello in Italien und die Anden in Südamerika.